# Cornelis Ploos van Amstel
Cornelis Ploos van Amstel (Amsterdam, 1726 – Amsterdam, 1798) è stato un pittore olandese.

## Biografia
Allievo di Norbert van Bloemen e Jacobus Buys divenne membro della società di arte di Amsterdam Arte et Amicitia. Noto come collezionista e copista di artisti del XVII secolo, Sposò Elisabeth Troost, figlia di Cornelis Troost. Tra i suoi allievi vi furono Christina Chalon, Guglielmo V di Orange-Nassau, Elisabeth van Woensel, e Hermanus Petrus Schouten.
Secondo Abraham Jacob van der Aa collezionò un totale di 5.000 disegni, compresi alcuni di Rembrandt. Nel 1800 la sua collezione (senza i Rembrandt) venne battuta all'asta per la cifra enorme di 109,406 fiorini.
Non fu solo collezionista ma anche attivo nell'insegnamento e autore di testi didattici. Frequentò lezioni presso l'Athenaeum Illustre di Amsterdam e scrisse un resoconto delle lezioni di Petrus Camper sull'opera L'angolo facciale di Camper. Insieme a Reinier Vinkeles, Jacobus Houbraken, Jan de Beijer e Caspar Jacobsz Philips, illustrò un nuovo atlante di Amsterdam. Con Jacob van der Schley produsse un catalogo d'arte del Palazzo Reale di Amsterdam, con brevi note biografiche di tutti gli artisti presenti
Incise da Berchem van de Velde e da Adriaen Brouwer; sue opere sono conservate nei Gabinetti di disegni di Essen, Bruxelles e Amsterdam.